# Bolitochara pulchra
Bolitochara pulchra är en skalbaggsart som först beskrevs av Johann Ludwig Christian Gravenhorst 1806.  Bolitochara pulchra ingår i släktet Bolitochara, och familjen kortvingar. Arten är reproducerande i Sverige.